# 阿武隈急行8100系電車
阿武隈急行8100形電車（あぶくまきゅうこう8100けいでんしゃ）は、阿武隈急行が保有・運用する交流型電車。

## 概要
1988年、阿武隈急行線の全線電化開業にあわせ、日本車輌製造により9編成18両が製造された。
福島側に制御電動車のAM8100形、槻木側に制御付随車のAT8100形を連結し、2両固定編成を組む。番号は8101-8102 - 8117-8118の連番となっており、AM8100形が奇数、AT8100形が偶数である。

## 車体
車体はJR九州の国鉄713系電車を基本としているが様々な改良をした結果、その面影はほぼなくなっている。片側2扉（1段ステップ付）構造であるが、ワンマン運転を考慮し、前位側の客用扉を運転台直後へ寄せて片開きとしているのが特徴である。寒冷地を走行するため耐寒仕様であるが、走行区間の降雪量が少ないことから耐雪構造は採用されていない。
車内の座席配置は、ドア間に固定式向かい合わせのボックスシートを配するセミクロスシートとなっている。ワンマン運転用に整理券発行機が、製造当初は前位ドア脇の両側に設置されていたが、ワンマン方式が中間乗り前降りへ変更に伴い後位ドア脇の片側に移設された。
運転台機器の配置はJR東日本の近郊・急行形電車のそれと統一感を持たせて配置している。なお、トイレは和式でありAT8100形の片開き客用扉後ろのロングシート横（助士席側）に新製時から設置されている。

## 機器
走行機器類についても、主回路構成は713系電車を基本とし、制御回路は新幹線100系電車のものをベースにして高い信頼性を確保している。ただしブレーキについては空気ブレーキのみとし、発電ブレーキや回生ブレーキは装備しない。制御電動車、制御車とも両抱式踏面ブレーキを採用している。当初は全車両の行先表示機が方向幕だったが、2014年11月9日から運用に入った8100形A3編成（8103-8104）からLED式へと変わった。また前照灯及び後部標識灯のケースも新しいものに交換されている。阿武隈急行線は、JR線への乗り入れ運用を考慮して周辺のJR線と同じ電源方式を採用したため、本系列も交流20,000 V・50 Hz電化区間専用である。製造当初はJR各社を除く私鉄唯一の交流電車であった。

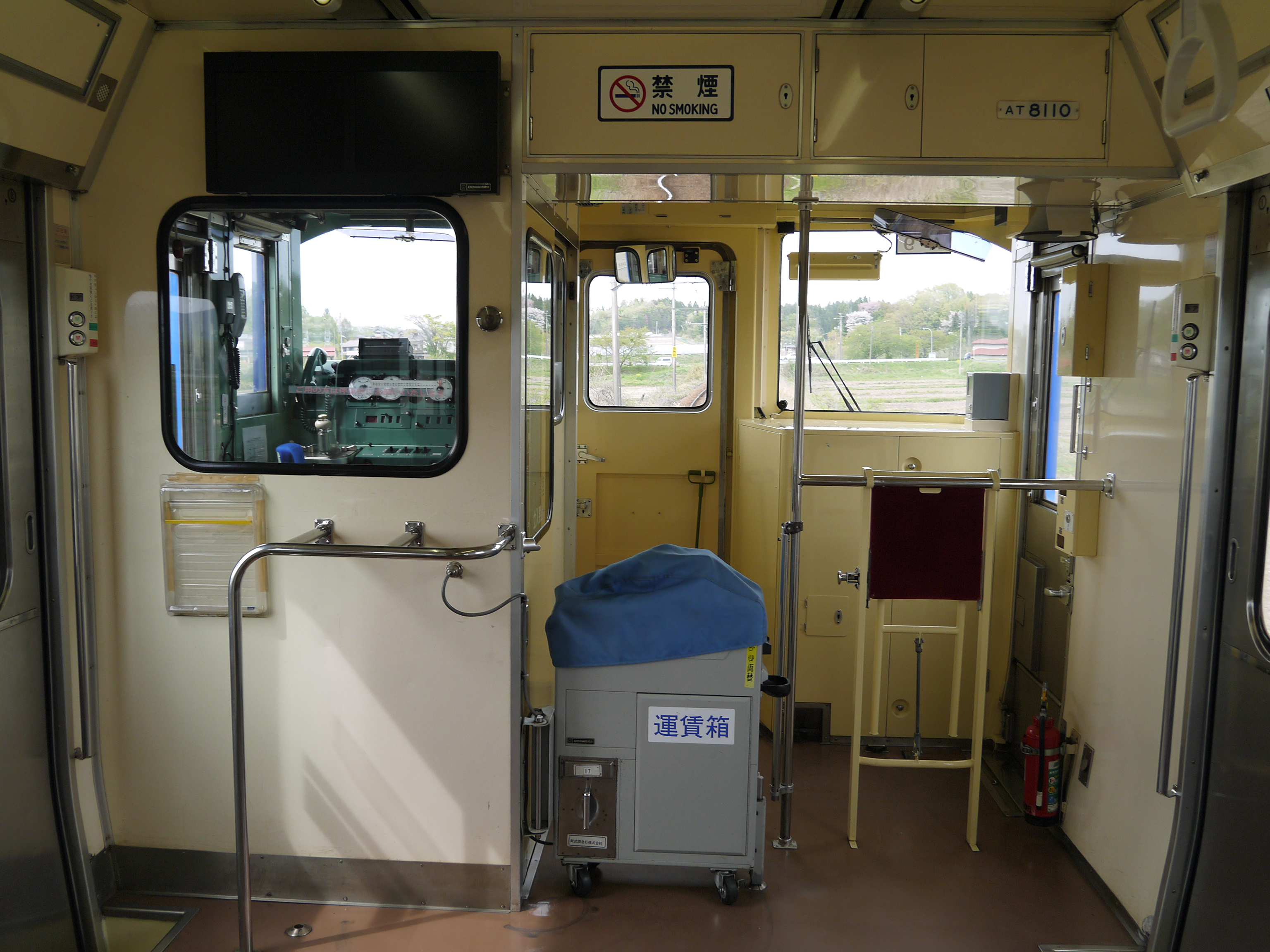
運転台周辺
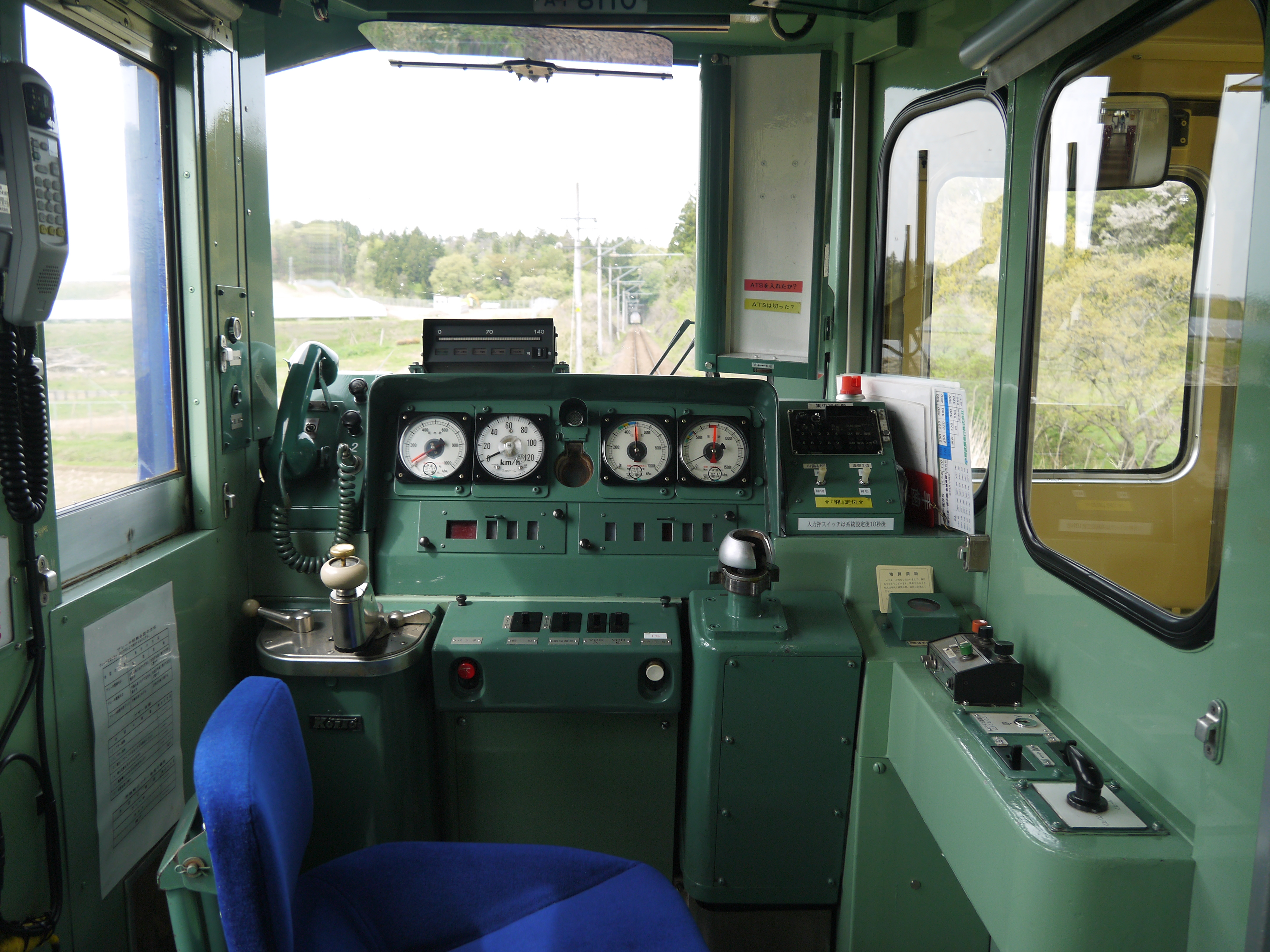
運転台

## 運用
阿武隈急行線の全線で運用されている。以前は朝と夕方、各1往復が東北本線の槻木駅 - 仙台駅間に乗り入れていたほか、郡山駅まで1日1往復乗り入れる運用もあった。また、団体臨時運用で磐越西線の磐梯熱海駅まで乗り入れた実績がある。
2018年現在、車両の新製投入から30年が経過し老朽化が進行していて安定運行に支障をきたすようになったため、2022年を目途に新型車両の導入を検討していたが、車両の整備を委託している東北交通機械（現・JR東日本テクノロジー）より同等の部品を採用しているJR東日本719系電車の廃車が逐次進行しているなどの理由からこれ以上の整備は困難との見解が出されたため、2018年に計画を前倒ししてJR東日本仙台地区で導入されているE721系ベースの新造車「AB900系」1編成を先行導入し、そのうえで本形式1編成を廃車し部品取りに回す方針となった。2019年にA-13編成が、2021年にA-1編成が運用離脱し、本系列に廃車が発生している。将来的には全編成がAB900系に更新される予定である。
また、当形式は2025年3月8日の運転を最後に現在は定期運用を離脱している。ただし、AB900系の代走としては現在も活躍しており、団体専用の臨時列車としても比較的よく使われている。

## 編成・車歴表
| 編成番号 | 車両番号      | 落成年月  | 廃車年月   | 備考               |
| -------- | ------------- | --------- | ---------- | ------------------ |
| A-1      | AM8101+AT8102 | 1988年2月 | 2021年12月 | 2021年12月運用離脱 |
| A-3      | AM8103+AT8104 | 1988年2月 |            | 2022年11月運用離脱 |
| A-5      | AM8105+AT8106 | 1988年2月 |            | 2022年12月運用離脱 |
| A-7      | AM8107+AT8108 | 1988年2月 |            | 2023年12月運用離脱 |
| A-9      | AM8109+AT8110 | 1988年2月 |            | 2023年11月運用離脱 |
| A-11     | AM8111+AT8112 | 1988年2月 |            | 2024年11月運用離脱 |
| A-13     | AM8113+AT8114 | 1988年2月 | 2020年2月  | 2019年運用離脱     |
| A-15     | AM8115+AT8116 | 1988年2月 |            |                    |
| A-17     | AM8117+AT8118 | 1988年2月 |            |                    |

## タイアップ
2016年3月19日よりご当地アニメ『政宗ダテニクル』と阿武隈急行がタイアップを行ったラッピング車両「伊達なトレインプロジェクト」の運行を開始した。A-9編成が使用されており、およそ4年間運行を予定していたが、2023年の運用離脱までラッピングは施されたままだった。出発式では伊達市長仁志田昇司と福島ガイナックス社長浅尾芳宣ほか関係者と片倉小十郎景綱を演じた声優の小林裕介が招かれた。2023年11月のラストラン運用を最後に運用離脱した。

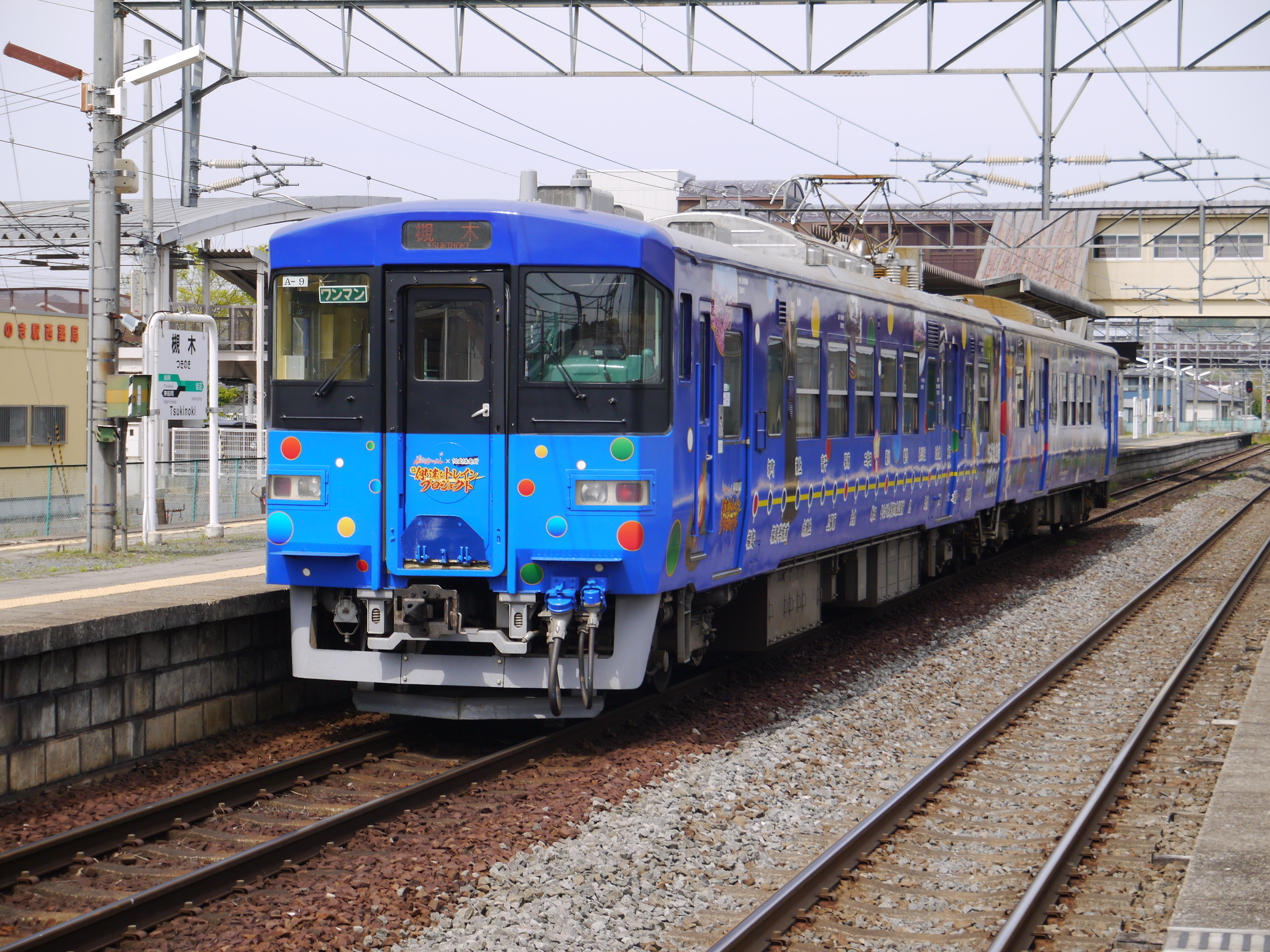
「伊達なトレインプロジェクト」ラッピング車両（A-9編成）